# Musique soufie
La musique soufie est le terme générique désignant des genres musicaux islamique différents selon les régions, qui font partie de la pratique religieuse rituelle des adeptes du soufisme.

## Caractéristiques
Dans de nombreux ordres (tarīqa) de derviches, la pratique de la musique est courante, souvent composée uniquement de chants, mais dans d'autres tariqas, elle est également accompagnée d'instruments. La musique fait partie intégrante du dhikr (commémoration de Dieu), car les chants récitent les noms de Dieu ou chantent l'amour de Dieu ou du prophète Mahomet.
Certaines œuvres lyriques de poètes soufis connus (par exemple Roumi ou Yunus Emre) sont utilisées plus tard comme paroles de chansons. Des artistes du genre comprennent notamment Abida Parveen.
Bien que le Coran n'interdise pas la musique et que des cas attestés aient été rapportés où le prophète Mahomet autorisait la musique lors des mariages, le conservatisme des premiers juristes la désapprouvait . Les soufis, en revanche, placent la musique au cœur du Samā‘, une cérémonie de chants et de musiques spirituelles.

## Instruments

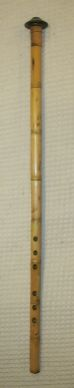
Ney turc.

Dans les différentes traditions, il existe également différentes manières d'accompagner la musique soufie par des instruments, si tant est qu'il y en ait. Les instruments utilisés sont souvent des tambours sur cadre (bendir ou daf) et le ney, mais aussi les instruments à cordes tambûr, ghaychak et rabāb. Le son du ney est généralement décrit comme plaintif ou nostalgique, raison pour laquelle il est généralement considéré comme l'instrument des soufis. Tout comme le roseau a été coupé de sa terre natale, la roselière, son son symbolise à nouveau la nostalgie de l'âme séparée de l'unité de l'homme en quête de spiritualité pour sa terre d'origine.